# Опасные связи (Подпольная империя)
«Опасные связи» (англ. «A Dangerous Maid») — третий эпизод второго сезона телесериала канала HBO «Подпольная империя» и 15-й во всём сериале. Премьера эпизода состоялась 9 октября 2011 года. Сценарий был написан Итамаром Мозесом, а режиссёром стала Сюзанна Уайт.

## Сюжет
Наки пытается привлечь себе в помощь разных влиятельных людей в борьбе против выдвинутых обвинений. К его разочарованию, многие, которым он ранее делал одолжения, теперь закрывают глаза на его затруднительное положение. Капоне навещает Атлантик-Сити, чтобы прекратить бутлегерские договорённости Торрио с Наки. Ирландец Оуэн Слейтер предлагает свои услуги Наки. Ричард Хэрроу теперь работает на Джимми, продавая алкоголь одному из клиентов Джимми. Слейтер сообщает клиенту, что Хэрроу не работает на Наки, и вступает в борьбу с людьми Хэрроу. После непродолжительного противостояния, двое отступают. Наки публично противостоит Джимми и Коммодору с открытым объявлением войны. Ротштейн говорит с Джо Массерией, местным доном мафии по поводу спора с Лучано и Лански, который во многом основан на смерти двух племянников Массерии - двоих, которых Джимми убил во время посещения Ротштейна. Ротштейн приказывает своим людям выплатить компенсацию Массерии. Становящаяся ещё заскучавшей, подавленной и беременной, Люси размышляет броситься вниз по лестнице после того, как Ван Алден запрещает ей попробовать себя в предстоящем мюзикле. Позже, Ван Алден посылает ей патефон и это заметно поднимает ей настроение. Маргарет получает сообщение отчуждённая семья из Ирландии теперь живёт в Америке. Она безуспешно пытается связаться с кем-нибудь из семьи. Маргарет становится дружной со своей горничной. Но когда её горничная заявляет, что она знает, что Маргарет на самом деле «Пегги Рохан», Маргарет холодно отключается от разговора.

## Название
«Опасные связи» — мюзикл Джорджа и Айры Гершвинов. Сценарий к мюзиклу Люси получила от своего друга, Эдди Кантора.

## Реакция

### Реакция критиков
IGN дал эпизоду оценку 7.5 из 10, говоря, что у него было «... очень медленное жжение повествования, которое тратит больше времени на заполнение предыстории некоторых женских персонажей, чем толкая конфликт Наки и Коммодора вперёд.» The A.V. Club оценил эпизод на B+.

### Рейтинги
Эпизод посмотрели 2.856 миллионов зрителей.